# Aphrodisium schwarzeri
Aphrodisium schwarzeri är en skalbaggsart som beskrevs av Cenek Podany 1971. Aphrodisium schwarzeri ingår i släktet Aphrodisium och familjen långhorningar. Inga underarter finns listade i Catalogue of Life.